# Happy Hooligan
Happy Hooligan (literalmente en español Hooligan, el feliz) fue una popular e influyente tira cómica norteamericana publicada entre 1900 y 1932, y la primera en importancia para el dibujante Frederick Burr Opper. Se estrenó el 11 de marzo de 1900 en el periódico New York Journal-American de William Randolph Hearst y fue uno de los primeros cómics populares distribuidos por la agencia King Features Syndicate.

## Personajes y la historia
El cómic habla de las aventuras de un bien intencionado vagabundo con muy mala suerte y que se encuentra con muchas desgracias, en parte debido a su apariencia y su baja posición en la sociedad, pero a pesar de todo, nunca pierde su sonrisa, lo que contrasta con sus dos hermanos, el cortante Gloomy Gus y el presumido Montmorency, que igual son pobres. Montmorency lleva un sombrero de copa y un monóculo, pero por lo demás es tan andrajoso como sus hermanos.
Al igual que los cómics más importantes de Opper: And Her Name Was Maud y Alphonse and Gaston, Happy Hooligan tenía inicialmente una programación no muy regular, saltándose su publicación del domingo de vez en cuando, o algunas veces aparecerían 2 páginas a la vez. Después de algunos años sin embargo, Happy Hooligan se lanzó con dos tiras diarias y una página los domingos.

## Libros

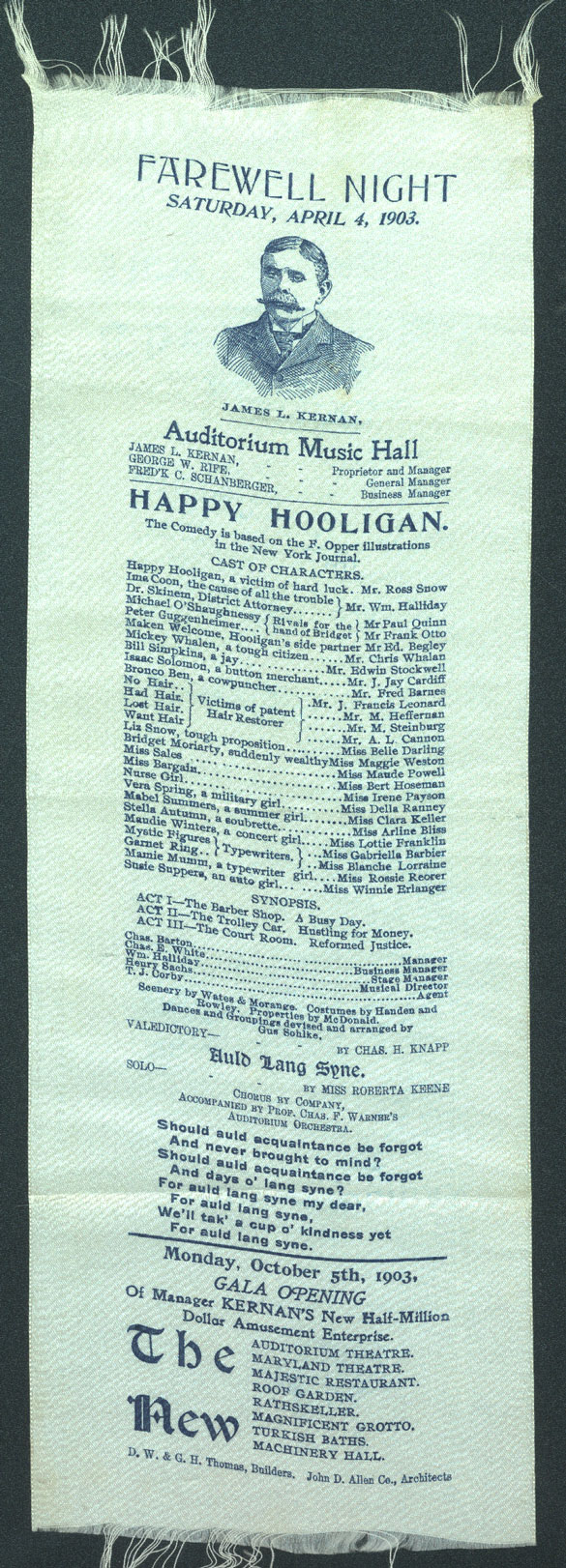
Cintas de cine para el juego basado en el cómic.

Opper fue uno de los creadores de historietas más populares de su tiempo. Happy Hooligan y sus otros trabajos conocidos fueron recogidos en un libro y se desarrollaron productos de merchandising. El cómic se tradujo al español y en conjunto con Katzenjammer Kids y And Her Name Was Maud fueron los primeros cómics americanos publicados en Argentina bajo el nombre de Cocoliche. El cómic fue también, probablemente, el primer cómic americano adaptado al cine, cuando J. Stuart Blackton dirigido seis cortometrajes de acción real entre 1900 y 1902. Unos 15 años más tarde, fue adaptado a más de 50 dibujos animados.
En 1904, Opper dibujó And Her Name Was Maud que hablaba de una mula llamada Maud y que se editó en tiras cómicas y libros. El 23 de mayo de 1926, este cómic sobrepasa a su Happy Hooligan. Opper siguió dibujando ambas tiras hasta que terminaron el 14 de octubre de 1932.
Ya que Opper no usaba un asistente, la serie terminó en 1932, cuando Opper lo abandonó por una "falta de visión". Mientras gozaba de la última popularidad, la serie seguía influenciando a otras e inspiró por ejemplo a Jules Feiffer y Rube Goldberg y fue además la mayor inspiración para el personaje de The Tramp de Charlie Chaplin. Fue conocido como "El mayor personaje cómico de Opper" por los artistas de cómics de Coulton Waugh. Happy Hooligan también se le cita como el primer cómic en usar globo de diálogo como una forma principal de mostrar los diálogos en una historieta (The Yellow Kid ya utilizaba globos de diálogo en 1896, pero no como el principal medio de comunicación).

## La tira deSam
En la década de 1960, Happy Hooligan era un personaje semi-regular en el cómic Sam's Strip ya que aparecía con mucha frecuencia es esta tira, además decenas de otros personajes de otras tiras cómicas habían aparecido como "invitados" en el cómic.